# Dead Island
Dead Island è un videogioco action-adventure del 2011, sviluppato dalla software house polacca Techland e pubblicato da Deep Silver per PlayStation 3, Xbox 360 e Microsoft Windows.
Il gioco è stato annunciato nel maggio del 2006 all'Electronic Entertainment Expo, con data di uscita prevista per il novembre del 2008, ma successivamente è stato posticipato al settembre del 2011. Nel 2013 è uscito il sequel Dead Island Riptide, inizialmente concepito come espansione a pagamento.
Una versione rimasterizzata del gioco, intitolata Dead Island Definitive Edition, è stata rilasciata per Windows, PlayStation 4 e Xbox One il 31 maggio 2016. La versione rimasterizzata è stata anche inclusa come parte della Dead Island Definitive Collection insieme a Dead Island Riptide: Definitive Edition, tutti i DLC e uno spin-off a scorrimento laterale a 16 bit chiamato Dead Island: Retro Revenge.

## Trama
La storia si svolge nel luglio del 2006 sull'immensa isola di Papua Nuova Guinea (appartenente immaginariamente all'antagonista del gioco Herald Banoi), grande oltre 2.500 km quadrati e liberamente esplorabile sin dall'inizio.
Dopo una notte di festeggiamenti in un lussuoso albergo, i quattro protagonisti (il rapper Sam B., l'ex giocatore di football Logan, l'impiegata dell'albergo Xian Mei e la bodyguard Purna) vengono svegliati dalla voce registrata del sistema di emergenza che invita i clienti a evacuare l'albergo. Ben presto si accorgeranno che la maggior parte delle persone presenti sull'isola è stata contagiata da un misterioso virus che prima uccide le persone e poi le resuscita, rendendole mostri privi di logica affamati di carne umana.
Dopo essere stati attaccati dagli infetti, vengono tratti in salvo dal bagnino John Sinamoi, che vedendoli in buona salute nonostante i morsi sui loro corpi ha motivo di ritenerli immuni al virus. Sinamoi li informa di una voce captata via radio che si offre di poterli aiutare a lasciare l'isola, ma il segnale è debole e il contatto viene perso. Dopo aver aiutato Sinamoi e alcuni villeggianti da lui salvati a raggiungere la stazione dei bagnini, Sinamoi chiede ai quattro protagonisti di viaggiare verso la vicina città di Moresby, in cerca di cibo e medicine, in attesa che arrivino i soccorsi, mentre lui cercherà nuovamente di mettersi in contatto radio con la misteriosa voce. Dopo aver preso un camioncino blindato di banca dal sotterraneo dell'albergo, i quattro raggiungono l'officina di Earl, dove intendono rinforzarlo per poter affrontare il viaggio. Earl, morso dagli zombie e quindi infetto, con gli ultimi barlumi di umanità blinda il veicolo, chiedendo in cambio ai quattro di portare con loro la figlia, Jin, prima che possa farle del male in caso si trasformi.
Giunti a Moresby i quattro si imbattono in un gruppo di non-morti che cerca di fare irruzione in una chiesa, dove alcuni superstiti si sono barricati. Dopo aver eliminato la minaccia i quattro vengono accolti da suor Helen, la quale spiega loro che oltre agli infetti che hanno invaso la città, vi è anche una gang criminale barricata nella locale stazione di polizia. Suor Helen, informata via radio da Sinamoi dell'immunità dei quattro, chiede loro di ripristinare la fornitura d'acqua nella zona, recandosi alla stazione di pompaggio. Dopo aver ripristinato la fornitura idrica, il gruppo entra nelle fogne, cercando una via per il municipio di Moresby, evitando le strade infestate dai morti viventi. Qui si sono rintanati i membri elitari dell'isola, dai politici ai ricchi imprenditori, e non sono intenzionati ad aiutare gli altri sopravvissuti. Dopo una rapida visita al market per prendere rifornimenti, i quattro ritornano al municipio, accorgendosi con orrore che i morti viventi sono riusciti ad entrare tramite il passaggio nelle fogne da loro sfruttato. Dopo esser fuggiti dal municipio il gruppo ritorna alla chiesa, dove scoprono che Jin, desiderosa di aiutare il prossimo, è partita alla volta della stazione di polizia per portare rifornimenti ai criminali lì rintanati, ma è stata rapita. Il gruppo quindi parte alla volta della stazione di polizia dove la salvano dopo un lungo scontro a fuoco.
Ritornano quindi da Sinamoi con i rifornimenti, ed il bagnino li informa che alcuni del suo gruppo stanno cercando di mettersi in contatto con la voce sfruttando i ripetitori sul tetto dell'albergo. Qui il misterioso estraneo si fa sentire di nuovo, identificandosi come il colonnello Ryder White, comandante del Banoi Island Defense Force (BIDF), e che attualmente si trova nella prigione, la quale è situata su una piccola isola al largo di Banoi. White sostiene che dal sangue dei quattro immuni potrà ricavare un vaccino per la moglie, infetta dal virus. Quella sarà la loro contropartita se vorranno il suo aiuto per lasciare l'isola. I quattro sono quindi in cerca di una barca per lasciare l'isola, così si spostano verso la giungla alla ricerca di Mowen, amico di Jin, il quale li informa che all'interno della giungla vi è un impianto di ricerca, che di recente si è occupato del Kuru, un virus diffuso tra i nativi dell'isola, dediti al cannibalismo, da cui pensano si sia evoluta l'infezione. Il capo ricerca sostiene che i quattro siano immuni per via del loro gruppo sanguigno (gruppo 0 negativo), e quindi un vaccino non sarebbe possibile poiché comporterebbe la trasfusione completa di sangue. Gli scienziati vogliono cercare un antidoto tramite il sangue dei nativi. Dopo aver salvato da un rito sacrificale l'indigena Yerema i quattro la portano al laboratorio, dove viene sintetizzato un vaccino dal suo sangue. Nel frattempo i quattro partono verso il resort con Jin e Mowen, diretti all'officina di Earl. Qui, dopo che Jin ha messo fine alla sorte di non morto spettata a Earl, i quattro rinforzano la barca, potendo così muoversi verso la prigione e le mine galleggianti che la circondano.
Tornano al laboratorio, scoprendo con orrore che gli infetti hanno fatto irruzione. Prendono con loro Yerema, salvatasi entrando in una gabbia, e partono alla volta dell'isoletta, portando con loro il vaccino per la moglie di White. Giunti all'interno scoprono che buona parte dei prigionieri è sopravvissuta, occupando parte della struttura. Il capo dei detenuti offre al gruppo di aiutarli a raggiungere il blocco C dove si trova White, se essi aiuteranno loro ad eliminare la minaccia dei non morti. Quando tra i detenuti inizia una guerra interna per il potere il caos è totale, ed il gruppo raggiunge un ascensore che li dovrebbe condurre al blocco C, ma proprio dentro l'ascensore vengono addormentati con del gas. Al loro risveglio, il carcere è ormai un campo di morte. Kevin, l'unico detenuto sopravvissuto, li informa che White ha preso il vaccino e si prepara a lasciare l'isola con un elicottero, prima che il governo sganci una bomba atomica sull'isola per prevenire il diffondersi della malattia al resto del mondo. Arrivati sul tetto si trovano faccia a faccia con White, il quale porta con sé la moglie, ormai morta e risorta, e legata ad un lettino ospedaliero. Jin scioglie i lacci della donna, la quale si avventa su White. Il colonnello, dopo esser stato morso, impugna la pistola uccidendo prima la moglie e poi Jin. Si inietta il vaccino, ma qualcosa nella sintesi dello stesso è andato storto: White diventa uno zombie a sua volta, più grosso, forte e veloce degli altri contagiati. Dopo averlo ucciso, i quattro immuni, con Kevin e Yerema salgono sull'elicottero allontanandosi dall'isola, domandandosi quale sarà il destino del mondo.

## Modalità di gioco
Dead Island presenta un'esplorazione open world con una prospettiva in prima persona da giocare singolarmente o in cooperativa fino a 4 giocatori tramite Internet. È incentrato principalmente sul combattimento ravvicinato, con scarsa presenza di armi da fuoco e incorporando personalizzazione delle armi ed elementi GDR.
Il gioco prevede l'assegnazione di punti esperienza (ottenibili con l'uccisione di nemici e completamento missioni) utilizzabili per l'aumento di livello del personaggio. A ogni livello viene assegnato un punto abilità, da distribuire a piacere tra le molte abilità del personaggio, per migliorarle o per acquisirne di nuove. È inoltre presente una barra di resistenza, fondamentale nel gioco, in quanto diminuisce in seguito a diverse azioni, come correre, saltare e usare armi bianche. Quando la barra resistenza sarà esaurita il personaggio dovrà fermarsi a riprendere fiato.
Il giocatore è dotato di una torcia elettrica utile per avere visibilità nelle zone buie. La torcia si esaurisce lentamente e se non usata opportunamente il giocatore corre il rischio di trovarsi al buio, aumentando la suspense. Il gioco presenta inoltre alcuni zombie speciali, differenti da quelli comuni che sono la maggioranza dei nemici nel gioco.

## Personaggi
- Xian Mei (esperta in armi affilate): È una ragazza che lavorava all'albergo, il Banoi Herald Holyday Resort. Nata e vissuta in Cina, scelse un'occupazione che le permettesse di lasciare il suo paese natale per fare nuove esperienze, conoscere altre persone e altre culture, arrivando a Banoi, il primo luogo da lei visitato al di fuori del suo paese. È molto intelligente, impara molto velocemente e, da appassionata di sport, è molto scattante e attiva. Appena arrivata sull'isola, Xian Mei, era responsabile di una miriade di lavori umili nell'albergo, prima di iniziare a lavorare alla reception. Quest'opportunità le permise di incontrare e conoscere persone di tutte le nazionalità che visitavano l'albergo; l'ideale per Xian Mei, che capì che il suo sogno era di viaggiare per il mondo.
- Sam B (esperto in armi da impatto): Mentre il successo della sua sola hit musicale svanisce, la star del rap Sam B è richiesta al Banoi Herald Holyday Resort per una performance dedicata al suo ben conosciuto brano "Who do You Voodoo, Bitch?" durante un party di alto profilo dell'albergo. Sam è felice di poter fare un suo adorato concerto. Un tempo forte, sicuro di sé e orgoglioso, Sam B ha avuto un passato turbolento e una storia di abusi di droga e alcol. La sua vita privata è sfumata tra falsi amici e cattivi consiglieri. Cercando di raccogliere i cocci della sua vita e di guadagnare qualcosa, improvvisamente si ritrova coinvolto nell'orrore che colpisce l'isola.
- Logan (esperto in armi da lancio): Ex-stella del football americano, viziato dalla vita e dal successo, l'ego di Logan mette fine ad un futuro brillante. Partecipando ad una spericolata corsa in strada dalle tragiche conseguenze, Logan non solo uccide una giovane donna, sua sfortunata passeggera, ma si frattura anche un ginocchio mettendo fine alla sua carriera sportiva. Inizia l'inevitabile caduta della sua notorietà e si trova rapidamente catapultato nell'amarezza e nella disperazione. Nel tentativo di fuggire dai suoi demoni, coglie l'opportunità di scoprire le bellezze e le meraviglie di Banoi. Scelta che si rivelerà poco fortunata visto che ben presto la sua voglia di evasione lo porterà nel mezzo di un vero e proprio incubo.
- Purna  (esperta in armi da fuoco): È un ex-ufficiale del dipartimento di polizia di Sydney, in parte aborigena. Dopo aver perso la possibilità di far carriera in seguito all'aggressione di un molestatore di bambini legalmente intoccabile per ricchezza e collegamenti altolocati, Purna ha iniziato a lavorare come guardia del corpo per persone famose in zone pericolose del mondo. È stata ingaggiata non solo per il bell'aspetto, ma anche per le sue capacità.
- Ryder White (giocabile solo con DLC "Ryder White"): Rappresenta proprio l'antagonista dei precedenti 4 personaggi. La storia è completamente diversa e ambientata pochi giorni prima quella dei 4 superstiti.

## Armi
In Dead Island le armi possono essere di vari tipi:
- Comune di colore bianco.
- Non comune di colore verde.
- Rara di colore blu.
- Unica di colore viola
- Eccezionale di colore arancione.

Man mano che aumenta il livello di qualità di un'arma aumentano anche tutte le sue caratteristiche e i suoi parametri.
I parametri delle armi sono:
- Danni: indicano i danni inflitti direttamente alla salute del nemico.
- Forza: indica il danno inflitto alla resistenza del nemico
- Maneggiabilità: più un'arma è maneggevole, minore è la resistenza che consumi usandola.
- Durata e Condizione: la durata si riflette sul numero massimo di attacchi che si possono effettuare con quell'arma prima che si rompa. La condizione fa riferimento alla stato attuale dell'arma.

Le armi da fuoco sono molto preziose e rare da ottenere, ma anche molto efficaci e utili, in quanto consentono al giocatore di uccidere parecchi zombie dalla distanza, senza doversi cimentare in combattimenti corpo a corpo stancanti. Comprendono vari modelli reali di pistole, fucili a pompa e d'assalto, nonché la Browning M1919 fissa, granate e molotov.

## Nemici
I nemici del gioco sono gli esseri umani residenti sull'isola di Papua Nuova Guinea, infettati dai due ceppi di un misterioso virus mutagene di natura e provenienza sconosciute. La mutazione è la maggior parte delle volte istantanea, ma a volte il tempo necessario affinché il virus faccia effetto varia fino a circa sei ore. In seguito all'infezione (che può avvenire tramite l'ingerimento di cibo, acqua o sostanze contaminate o tramite lo scambio di fluidi corporei con un soggetto infetto), il malato si trasforma in un Contagiato (il quale può a sua volta divenire un Macellaio a causa di vari fattori), poi muore (a meno che ad essere infettato non sia un corpo già deceduto) ed il suo cadavere risorge mutato poco dopo guidato dai soli desideri di muoversi, distruggere, uccidere e cibarsi di carne umana (sbranando i soggetti sani o i loro cadaveri, gli infetti li contaminano e propagano così l'infezione). Un'esposizione ad una dose media del virus causa la trasformazione in Camminatore (il quale può a sua volta cambiare in Galleggiatore a causa di una lunga esposizione all'acqua), mentre un'esposizione a dosi massicce causa invece mutazioni differenti (Assassini e Speronatori). Esiste anche un secondo ceppo del terribile agente patogeno che causa una mutazione che non richiede la trasformazione in Contagiato e la seguente morte dell'infetto per essere portata a termine (Suicida). Secondo alcuni scienziati dell'isola, forse le persone con gruppo sanguigno 0 negativo (come i protagonisti) sono immuni al virus. Di seguito sono riportate le descrizioni accurate di tutti i tipi di infetti.
- Camminatori (Walkers): sono i nemici più comuni  del gioco. Trattasi di umani infettati da dosi medie del virus. Hanno l'aspetto di umani in parte decomposti e/o divorati ed hanno i vestiti sporchi e rovinati. Sono moderatamente lenti, a parte quando eseguono degli scatti (spesso di pochi metri). Attaccano fisicamente il protagonista (più raramente si può comunque incrociare Camminatori che aggrediscono gli avversari utilizzando armi improvvisate), avanzando imperterriti anche se minacciati da dispersioni tossiche o incendiarie e assalendolo il più delle volte in gruppi numerosi, tuttavia possono essere temporaneamente gettati a terra e storditi con un calcio o, se si è in possesso di una buona arma, anche uccisi con un colpo solo. Non è raro imbattersi anche in Camminatori che si fingono morti per aggredire a sorpresa chiunque gli passi vicino.
- Contagiati (Infecteds): trattasi delle persone infettate dal virus, che ha creato in loro gli stessi comportamenti dei Camminatori, ma non ancora morte. Hanno l'aspetto di persone parzialmente sbranate e con i vestiti sporchi e rovinati. Non appena si rendono conto della presenza del protagonista, emettono un terribile urlo e partono in carica per attaccarlo. Essendo molto veloci, possono sferrare fino a cinque colpi in pochissimi secondi, ma si tratta comunque di infetti relativamente più deboli della media e, generalmente, un colpo abbastanza potente è in grado di stenderli con facilità.
- Assassini (Thugs): sono gli zombie più resistenti del gioco. Muscolosi e molto alti, le loro manate abbattono il giocatore e lo allontanano di qualche metro. Solitamente sono affiancati da altri gruppi di infetti. Sono difficili da abbattere, ma ci si può impegnare in tale operazione quando periodicamente i mostri si fermano e lanciano le loro urla tonanti. Se gli si mozzano o rompono le braccia attaccano il giocatore a morsi.
- Suicidi (Suiciders): umani infettati da un altro ceppo del virus. Si presentano come ricoperti di enormi bolle nella parte superiore del corpo, quasi facendo sparire la loro testa. I loro richiami di aiuto fanno capire al giocatore di essere ancora coscienti. Se si passa troppo vicini a loro o li si colpisce, esplodono in una pioggia di pus, che danneggia il giocatore e gli zombie più vicini. Da attaccare a distanza.
- Speronatori (Rams): zombie enormi, molto più alti degli Assassini. Si presentano in camicia di forza e con una maschera simile a quella di Hannibal Lecter. Erano precedentemente degli umani pazzi o Contagiati legati nel vano tentativo di fermarli. Attaccano caricando l'avversario o calciandolo con i piedi quando questi è vicino. Il loro punto debole è un'apertura nella camicia di forza, proprio al centro della schiena. Inoltre, anche la testa è vulnerabile ai colpi del giocatore.
- Galleggiatori (Floaters): sono zombie rimasti troppo a lungo nell'acqua, tanto da averne assorbita una buona quantità. Sono grassi e ricoperti di muco. Attaccano il giocatore con getti di vomito tossico. Li si vede spesso nelle fogne o nelle vicinanze degli stagni e altre pozze d'acqua. Sono abbastanza resistenti, ma armi da fuoco, esplosivi e scariche elettriche li mettono fuori combattimento velocemente. Gli zombie che vengono colpiti dal suo vomito diventano infiammabili. Sono un chiaro riferimento allo zombie "boomer" di Left 4 Dead 2.
- Macellai (Butchers): una versione più evoluta e forte dei Contagiati. Si presentano come dei selvaggi, con il viso completamente rovinato da lasciare scoperto il teschio, tutti insanguinati e con i capelli grigi. Hanno perso le mani in seguito a delle fratture o alla decomposizione, lasciando scoperte le ossa, molto affilate, che usano come armi. Sono molto forti, veloci e spietati, non possono essere abbattuti e sono in grado di sferrare abbastanza colpi in poco tempo da ferire gravemente il protagonista.

Nel gioco vi sono diverse categorie di zombie sconosciute, delle eccezioni. Per esempio, il sindaco Todd viene trasformato in un Assassino, ma si differenzia da questi per l'altezza, più bassa rispetto alla media. Un altro esempio lampante è il colonnello Ryder White, l'antagonista del gioco, che resta infettato dall'antidoto del virus; si presenterà molto grosso, più degli Assassini, veloce come i Contagiati, molto resistente e impossibile da stordire o abbattere.
Sull'isola vi sono inoltre vari gruppi di esseri umani che, in seguito all'epidemia, si sono dati al caos e al disordine. Altri cercano di risolvere il problema, incuranti però di fare vittime tra gli innocenti. Vi sono teppisti, soldati e poliziotti.

## Sviluppo
Dead Island venne inizialmente annunciato nel 2006, con distribuzione prevista per il 2008, sviluppato da Techland e prodotto da Adrian Ciszewski, ma fu in seguito posticipato. Il 17 maggio 2009 venne pubblicato un trailer intitolato "Part 1: Tragedy Hits Paradise", nel quale venivano mostrati alcuni minuti di gameplay. Un secondo trailer intitolato "Part 2: Dead Island Begins" venne pubblicato il 6 giugno 2011, assieme all'annuncio della data di uscita del titolo. I muscoli e la carne degli zombi sono modellati completamente, cosicché se vengono colpiti avranno un sistema di lesioni a più livelli e i danni avranno conseguenze fisiche realistiche in tempo reale. Il 9 agosto 2011 Deep Silver annunciò la fine dello sviluppo di Dead Island e l'inizio della produzione.
Venne pubblicato un promo del gioco, un filmato presentato in sequenza non lineare, raffigurante l'attacco di un gruppo di zombi ad una famiglia in vacanza nell'albergo, e la conseguente trasformazione e morte della figlia.. Wired commentò il video definendolo "forse il miglior trailer di videogioco mai realizzato: cruento, ben ideato ed emotivamente coinvolgente". Tuttavia Wired invitò alla cautela, in quanto il trailer non era una creazione Techland e non mostrava alcun aspetto del gioco in sé.

## Espansioni
Le espansioni di Dead island sono due:
- Bloodbath Arena: Questo DLC (Uscito il 22 novembre 2011) ci permette di combattere in 4 arene di diverse ambientazioni (Ognuna con un livello di difficoltà differente) contro orde infinite di zombie. Una modalità molto simile all'Orda di Gears of War 2 e Gears of War 3.
- Ryder White: Questa espansione (Uscita il 1º febbraio 2012), invece, ci fa vedere la storia "Dalla parte del nemico" (Ryder White per l'appunto) che oltre a dimostrarsi un uomo spietato e crudele si dimostra anche un marito molto premuroso nei confronti della moglie.

## EdizioneGame of the Year
L'edizione Game of the Year (GOTY) è stata messa in commercio negli Stati Uniti e in Canada il 26 giugno 2012, in Europa il 6 luglio 2012.
Contiene i seguenti contenuti:
- Il gioco completo Dead Island
- Il DLC Bloodbath Arena
- IL DLC Ryder White
- Il progetto Lame Squarcianti, che permette di creare un'arma denominata "The ripper": una mazza da baseball con una sega circolare integrata.

## Marketing
In Australia un'edizione per collezionisti era acquistabile esclusivamente preordinandola a EB Games. L'edizione includeva l'headset Turtle Beach X12, l'espansione "Ripper" (arma) e l'espansione "Bloodbath Arena"
Nella versione americana di PlayStation Home, il gioco social network di Playstation 3, gli utenti potevano preordinare il gioco tramite un chiosco presente nella Piazza Centrale. L'acquisto prevedeva come omaggio un costume da zombie Suicida per l'avatar dell'utente.
Dal chiosco era possibile inoltre accedere al minigame "Zombie Survival".
Il 21 marzo 2011 il gaming licenser ESRB affermò che il logo originale di Dead Island non poteva essere distribuito in Nord America, e venne chiesto a Techland di cambiarlo. L'uomo impiccato a una palma, che nel logo originale rappresentava la lettera I in Dead Island, venne quindi sostituito da uno zombie accanto alla palma. Il logo, comunque, venne cambiato solamente sulla copertina, mentre all'interno del videogioco rimaneva l'originale.

## Accoglienza
Dead Island ha goduto di molte recensioni favorevoli e di un buon successo.
La rivista Play Generation diede alla versione per PlayStation 3 un punteggio di 79/100, apprezzando gli scenari evocativi ed esplorabili e la possibilità di giocare in coop con altri tre amici e come contro era graficamente poco curato e dotato di un sistema di combattimento troppo impreciso, finendo per trovarlo un gioco d'azione in soggettiva di grande atmosfera e pieno di buone idee, ma rovinato dai suoi difetti tecnici.

## Spin-off
Uno spin-off, intitolato Dead Island Riptide, è ambientato subito dopo gli eventi del primo capitolo.